# Chelicerca yojoa
Chelicerca yojoa är en insektsart som beskrevs av Ross 2003. Chelicerca yojoa ingår i släktet Chelicerca och familjen Anisembiidae.
Artens utbredningsområde är Honduras. Inga underarter finns listade i Catalogue of Life.